# Paramecium caudatum
Paramecium caudatum là một loài sinh vật đơn bào thuộc về chi Paramecium của ngành Ciliophora. Chúng có thể đạt chiều dài 0.25mm và được che phủ bằng những bào quan nhỏ giống tóc gọi là lông bơi. Các lông bơi được sử dụng trong vận động và ăn.